# Psilotrichum yunnanense
Psilotrichum yunnanense là loài thực vật có hoa thuộc họ Dền. Loài này được D.D. Tao miêu tả khoa học đầu tiên năm 1997.